# Rose Francine Rogombé
Rose Francine Rogombé (* 20. September 1942 in Lambaréné, Französisch Äquatorialguinea; † 10. April 2015 in Paris) war eine gabunische Politikerin. Sie war vom 10. Juni bis zum 16. Oktober 2009 Präsidentin von Gabun.

## Leben
Rogombé wurde 1942 in Lambaréné im Westen Äquatorialguineas geboren. Nach ihrer Schulzeit studierte sie Rechtswissenschaften in Frankreich und wurde Rechtsanwältin. Rogombé arbeitete in den 1980er Jahren im Ministerium für Frauenrechte und Menschenrechte. Sie war Mitglied der Partei Parti Démocratique Gabonais (PDG). Im Februar 2009 wurde sie zur Senatspräsidentin in Gabun gewählt. Im Juni 2009 wurde sie nach dem Tod des Präsidenten Omar Bongo interimistische Präsidentin von Gabun. Ihr Nachfolger im Amt wurde im Oktober 2009 Ali-Ben Bongo Ondimba.